# Kosmos 954
Kosmos 954 – wyposażony w system radarowy radziecki satelita rozpoznania morskiego typu RORSAT z reaktorem jądrowym na pokładzie, którego zadaniem było wykrywanie i śledzenie amerykańskich okrętów w celu ich zniszczenia przez radzieckie jednostki morskie. Satelita został wyniesiony z kosmodromu Bajkonur 18 września 1977 roku na niską orbitę Ziemi przez rakietę Cyklon-2
Paliwo jądrowe, podczas nieudanego wyrzucenia na wysoką orbitę, pozostało na pokładzie i spadło na Ziemię wraz z satelitą 24 stycznia 1978 roku. Satelita spadł w okolicach Wielkiego Jeziora Niewolniczego w północno-zachodniej Kanadzie, rozrzucając materiał radioaktywny na powierzchni 124 tys. km². Poszukiwania szczątków satelity (pod kryptonimem Operation Morning Light) prowadziły z lądu i powietrza zespoły amerykańsko-kanadyjskie aż do października, gdy ochłodzenie i lody spowodowały zaprzestanie poszukiwań. Udało się odnaleźć 12 większych części wraku z szacunkową zawartością tylko 1% paliwa, których radioaktywność wynosiła do 1,1 Sv/godzinę.
Koszty poszukiwań i prac zabezpieczających zostały oszacowane na ok. 14 milionów dolarów kanadyjskich, a rachunek został wystawiony rządowi ZSRR na kwotę 6 041 174,70 dolarów kanadyjskich. Ostatecznie kwotę tę obniżono do 3 milionów dolarów kanadyjskich, protokół w tej sprawie władze Kanady i ZSRR podpisały 2 kwietnia 1981.